# (III.) Konrád német király
(III.) Konrád vagy Itáliai Konrád (németül: Konrad (III.)), (Hersfeld, 1074. február 12. – Firenze, 1101. július 27.) német király 1087-1098 között, Alsó-Lotaringia hercege 1076–1087 között, Torinói őrgróf.

## Élete
IV. Henrik német-római császár legidősebb fia első házasságából Savoyai (Torinói) Berta grófnővel.
Konrád, akit már kétéves korában elismertek IV. Henrik utódjaként 1076-1077. fordulóján elkísérte édesapját Canossa várába (ld. Canossa-járás). Itáliába megérkezve Thedald milánói érsek védelme alatt Konrád életének nagy részét Itáliában töltötte.
Henrik második itáliai hadjáratában is részt vett. Édesapja Itália helytartójává nevezte ki, azonban a pápával való kapcsolat gyanújába keveredett, ezért Matild toscanai őrgrófnőhöz menekült.
1087. május 30-án koronázták német királlyá Aachen városában. 1093-ban a pápapárt Anzelm milánói érsek vezetésével lombard királlyá koronázta, majd 1095-ben II. Orbán gyámkodásával létrejött házassága a Szentszék hűbéresének, I. Roger szicíliai grófnak leányával. Ehhez a piacenzai zsinaton esküt kellett tennie, hogy nem visel hadat Orbán ellen, így viszont az biztosította még támogatásáról is a császári cím megszerzésében. Konrád szimbolikus feladatokat is ellátott marsallként a pápai udvarban.
1098 májusában a mainzi birodalmi gyűlés tagjai Konrádot megfosztották német királyi tisztségétől. 1099 januárjában fivérét, Henriket koronáztatta meg édesapja. Konrád – miután elvesztette mind Toszkána, mind a lombard városok támogatását – egészen magára hagyatva halt meg 1101-ben Firenzében. Földi maradványait a firenzei Santa Reparata Katedrálisban helyezték végső nyugalomra.

## Család
Konrád 1095-ben vette feleségül Szicíliai Konstanciát, I. Roger szicíliai gróf leányát.